# Todd Hamilton
William Todd Hamilton (* 18. Oktober 1965 in Galesburg, Illinois) ist ein US-amerikanischer Profigolfer der PGA Tour, der zum Kreis der Major-Sieger gehört.
Er wurde 1987 Berufsgolfer, konnte sich aber nicht für die PGA Tour qualifizieren, und wandte sich dem asiatischen Turniergeschehen zu. Hamilton spielte auf der Asian Tour und insbesondere auf der Japan Golf Tour, die er nach elf Turniersiegen und einem Karrierepreisgeld von über 630 Mio. Yen als erfolgreichster Nicht-Japaner verließ.
Erst im Alter von 38 Jahren und im achten Versuch, konnte er sich im Herbst 2003 über die Q-School die Spielberechtigung für die PGA TOUR holen. Im März 2004 gewann Hamilton sein erstes Turnier, die hochdotierten Honda Classic und vier Monate später gelang ihm der große Wurf bei den Open Championship in Royal Troon. Er besiegte Ernie Els nach einem 4-Loch-Stechen.

## Turniersiege
- 1992: Singapore Rolex Masters (Asian Tour), Maekyung Open (Asian Tour), Maruman Open (Japan Golf Tour), Thailand Open (Asian Tour), Korean Open (Asian Tour)
- 1993: Acom International (Japan Golf Tour)
- 1994: PGA Pilanthrophy (Japan Golf Tour), Japan PGA Match Play Championship (Japan Golf Tour), Thailand Open (Asian Tour)
- 1995: Token Corporation Cup (Japan Golf Tour)
- 1996: Japan PGA Philanthropy (Japan Golf Tour)
- 1998: Gene Sarazen Jun Classic (Japan Golf Tour)
- 2003: Fujisankei Classic (Japan Golf Tour), Diamond Cup (Japan Golf Tour), Gateway to the Mizuno Open (Japan Golf Tour), Japan PGA Matchplay Championship (Japan Golf Tour)
- 2004: Honda Classic (PGA TOUR), The Open Championship

Major Championship fett gedruckt.

## Resultate bei Major Championships
| Turnier           | 1988 | 1989 | 1990 | 1991 | 1992 | 1993 | 1994 | 1995 | 1996 | 1997 | 1998 | 1999 | 2000 | 2001 | 2002 |
| ----------------- | ---- | ---- | ---- | ---- | ---- | ---- | ---- | ---- | ---- | ---- | ---- | ---- | ---- | ---- | ---- |
| Masters           | DNP  | DNP  | DNP  | DNP  | DNP  | DNP  | DNP  | DNP  | DNP  | DNP  | DNP  | DNP  | DNP  | DNP  | DNP  |
| US Open           | CUT  | DNP  | DNP  | DNP  | DNP  | DNP  | DNP  | DNP  | DNP  | DNP  | DNP  | DNP  | DNP  | DNP  | DNP  |
| Open Championship | DNP  | DNP  | DNP  | DNP  | CUT  | DNP  | DNP  | DNP  | T45  | DNP  | DNP  | DNP  | DNP  | DNP  | DNP  |
| PGA Championship  | DNP  | DNP  | DNP  | DNP  | DNP  | DNP  | DNP  | DNP  | DNP  | DNP  | DNP  | DNP  | DNP  | DNP  | DNP  |

| Turnier           | 2003 | 2004 | 2005 | 2006 | 2007 | 2008 | 2009 | 2010 | 2011 | 2012 | 2013 | 2014 | 2015 | 2016 | 2017 |
| ----------------- | ---- | ---- | ---- | ---- | ---- | ---- | ---- | ---- | ---- | ---- | ---- | ---- | ---- | ---- | ---- |
| Masters           | DNP  | 40   | T39  | CUT  | CUT  | T36  | T15  | CUT  | DNP  | DNP  | DNP  | DNP  | DNP  | DNP  | DNP  |
| US Open           | DNP  | CUT  | CUT  | CUT  | CUT  | T36  | T36  | DNP  | T60  | DNP  | DNP  | DNP  | DNP  | DNP  | DNP  |
| Open Championship | CUT  | 1    | CUT  | T68  | CUT  | T32  | CUT  | CUT  | CUT  | CUT  | T73  | CUT  | CUT  | CUT  | CUT  |
| PGA Championship  | T29  | T37  | T47  | CUT  | T66  | CUT  | DNP  | DNP  | DNP  | DNP  | DNP  | DNP  | DNP  | DNP  |      |

DNP = nicht teilgenommen

CUT = Cut nicht geschafft

„T“ geteilte Platzierung

Grüner Hintergrund für Siege

Gelber Hintergrund für Top 10